# Võru
Võru (in tedesco Werro; in russo Выру, Vyru; in võro Võro) è una città dell'Estonia meridionale, capoluogo della contea di Võrumaa, con circa 15.000 abitanti. Sorge a 252 km da Tallinn, in una zona collinosa sulle rive del lago Tamula.

## Storia
Fondata il 21 agosto del 1784, secondo i desideri dell'imperatrice Caterina II di Russia, e per ordine del governatore generale di Riga, il conte G.Browne nel luogo dell'ex tenuta Võru, acquistata per 57.000 rubli. Nel 1793 nella città vi erano già diverse chiese luterane ed ortodosse in stile tardo barocco. Tuttavia recenti ritrovamenti archeologici fanno datare i primi insediamenti nella zona ad oltre 5.000 anni fa.
Il centro storico di Võru è un pallido esempio di classicismo del XVIII secolo. La costruzione del municipio era iniziata seguendo il progetto di Amauroton, fantastica capitale di Utopia nata dalle fantasie di Thomas More. In accordo con quel piano, nel centro della città avrebbe dovuto sorgere una piazza chiamata Town Hall, piazza che rimase incompleta sino ad oggi. Negli anni cinquanta vennero piantati diversi alberi nella piazza dai rivoluzionari culturali. La costruzione delle strade principali venne iniziata a partire dal centro della piazza verso le quattro diverse direzioni. Solo Katariina tanav, piccola via davanti al maniero, inizia dal centro, mentre Tartu, Jüri e Lembitu tanav procedono dagli angoli della piazza. Ancora oggi la parte vecchia di Võru è un originale rete rettangolare di strade, una struttura urbanistica molto diversa da altre vecchie e nuove città estoni.
Dal 1833 al 1877 vi risiedette Friedrich Reinhold Kreutzwald, il più noto esponente del cosiddetto "Risveglio nazionale estone", nonché autore del poema epico "Kalevipoeg". In memoria del patriota estone, nel 1926, fu eretto un monumento nel parco cittadino, e, nel 1940 nella sua dimora venne aperto un museo. Dalla città è possibile raggiungere sia il Parco Naturale di Haanja che il monte Suur Munamägi.

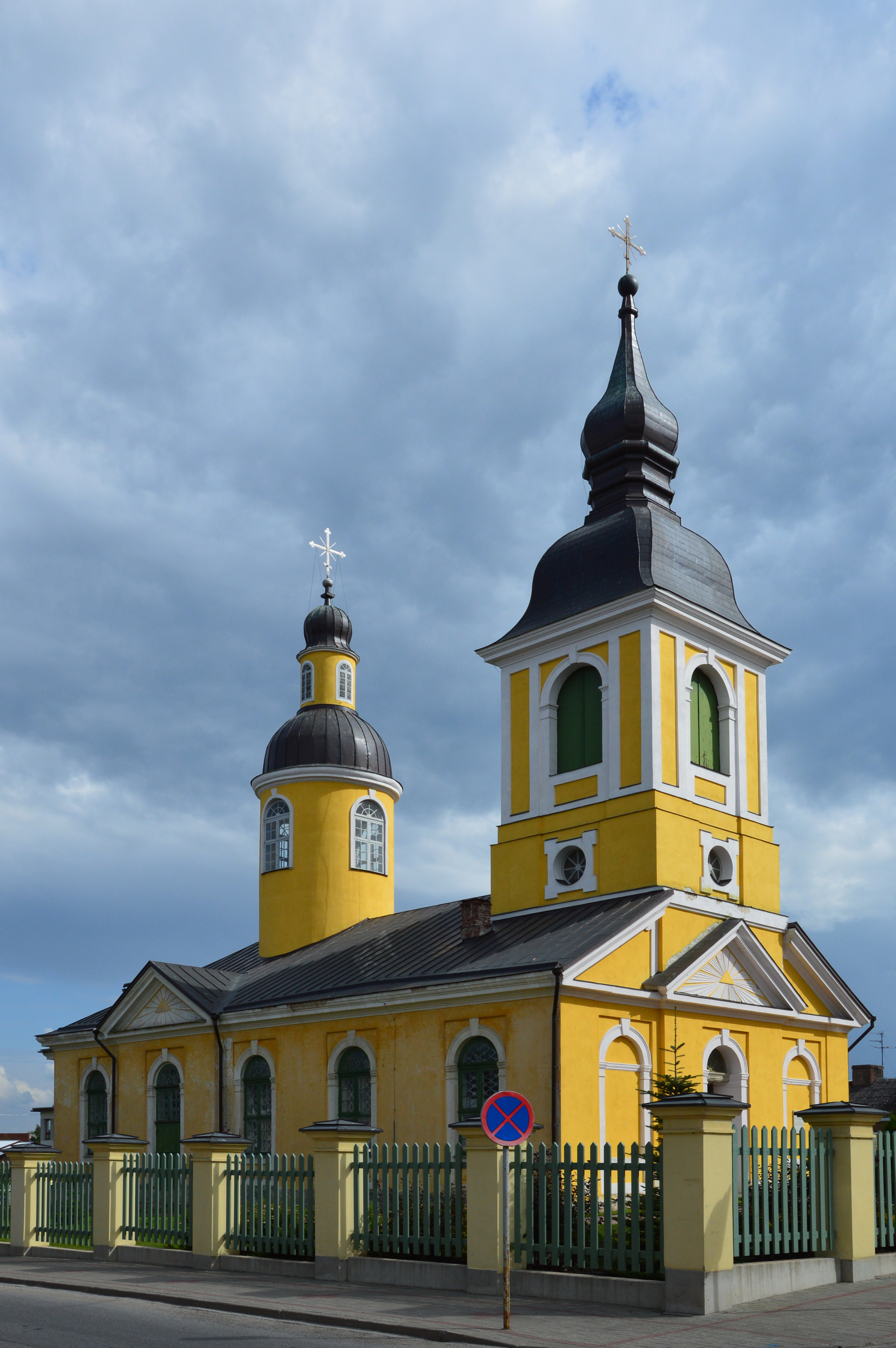
Chiesa ortodossa di Võru, 1806
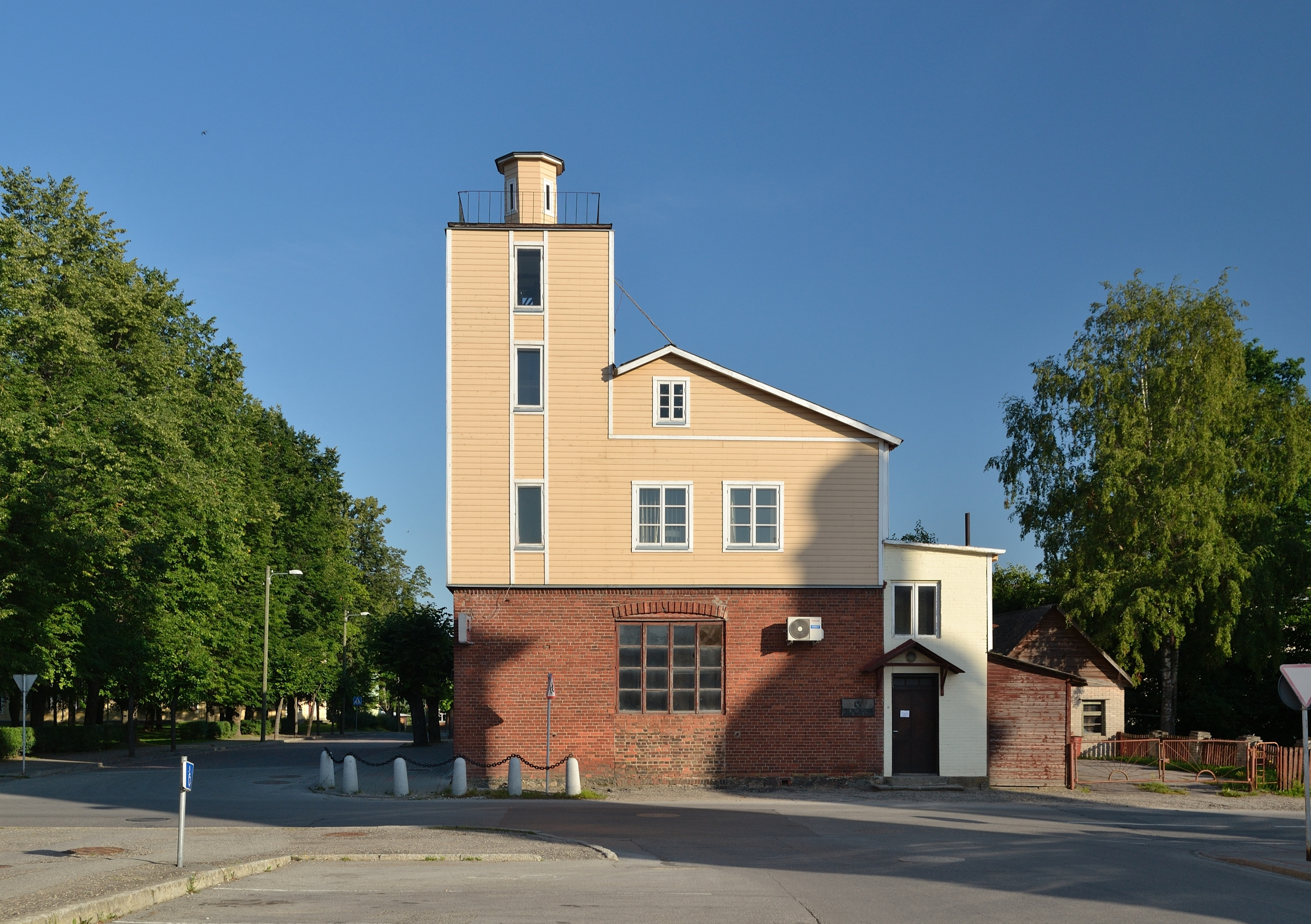
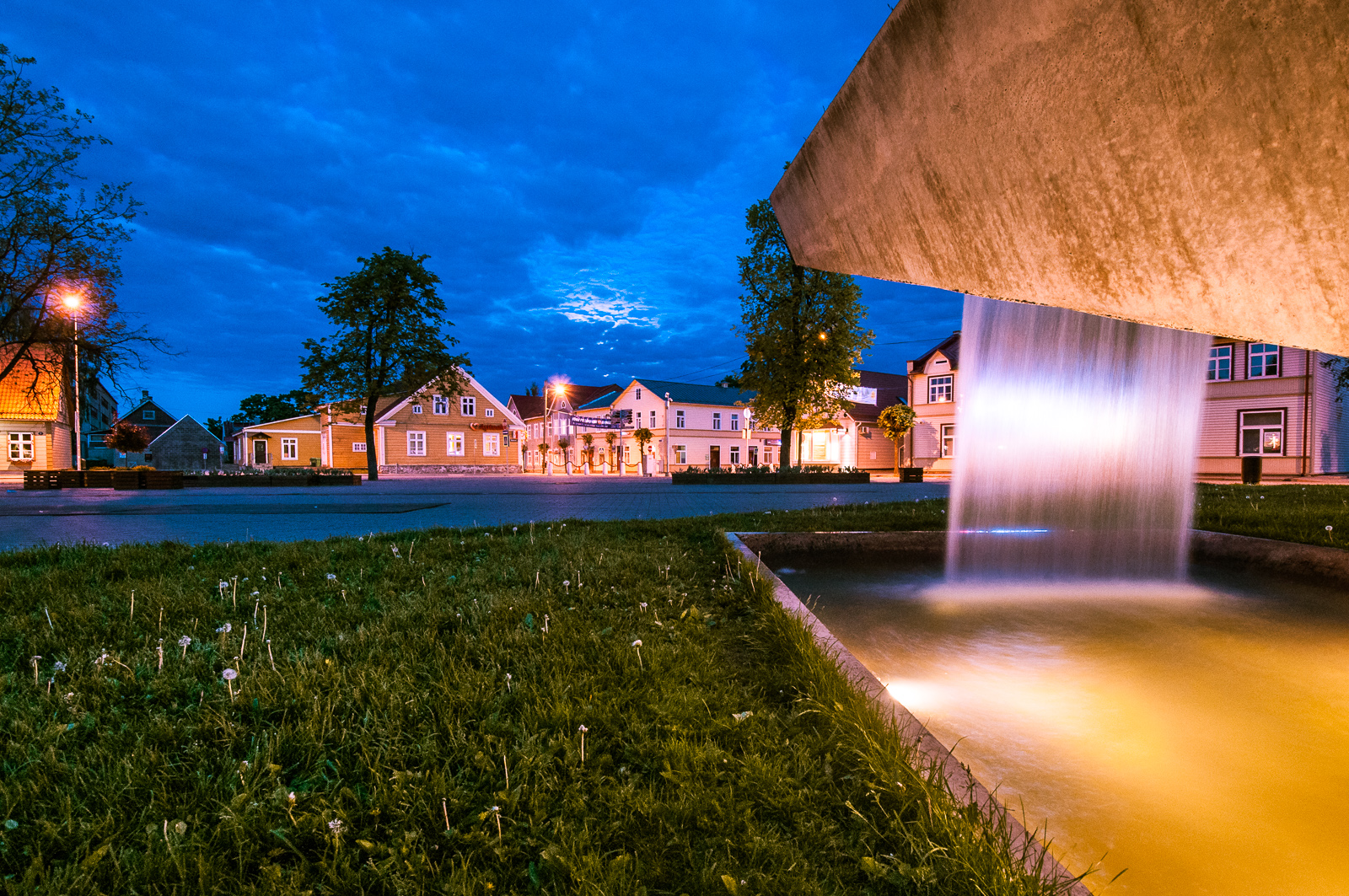
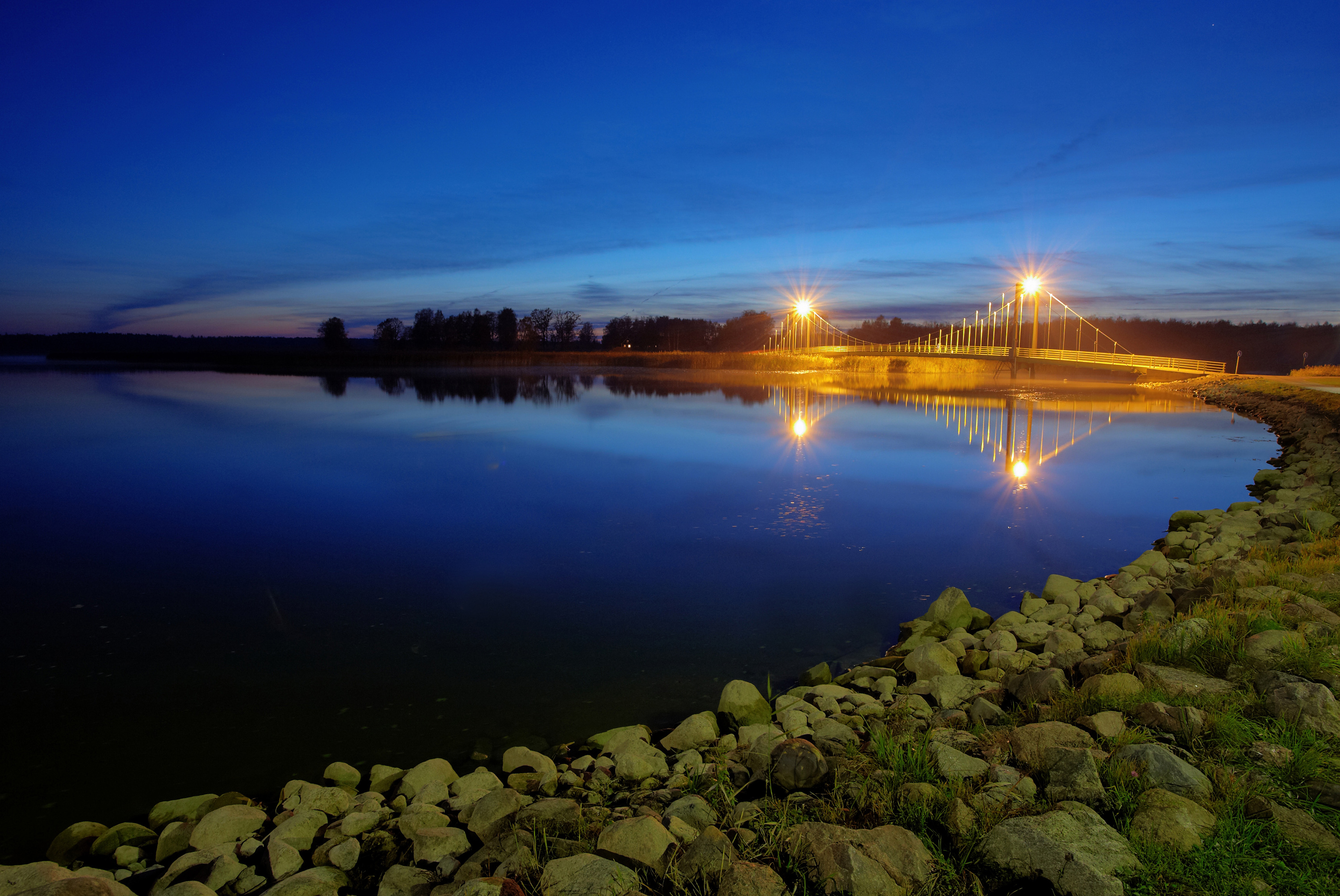
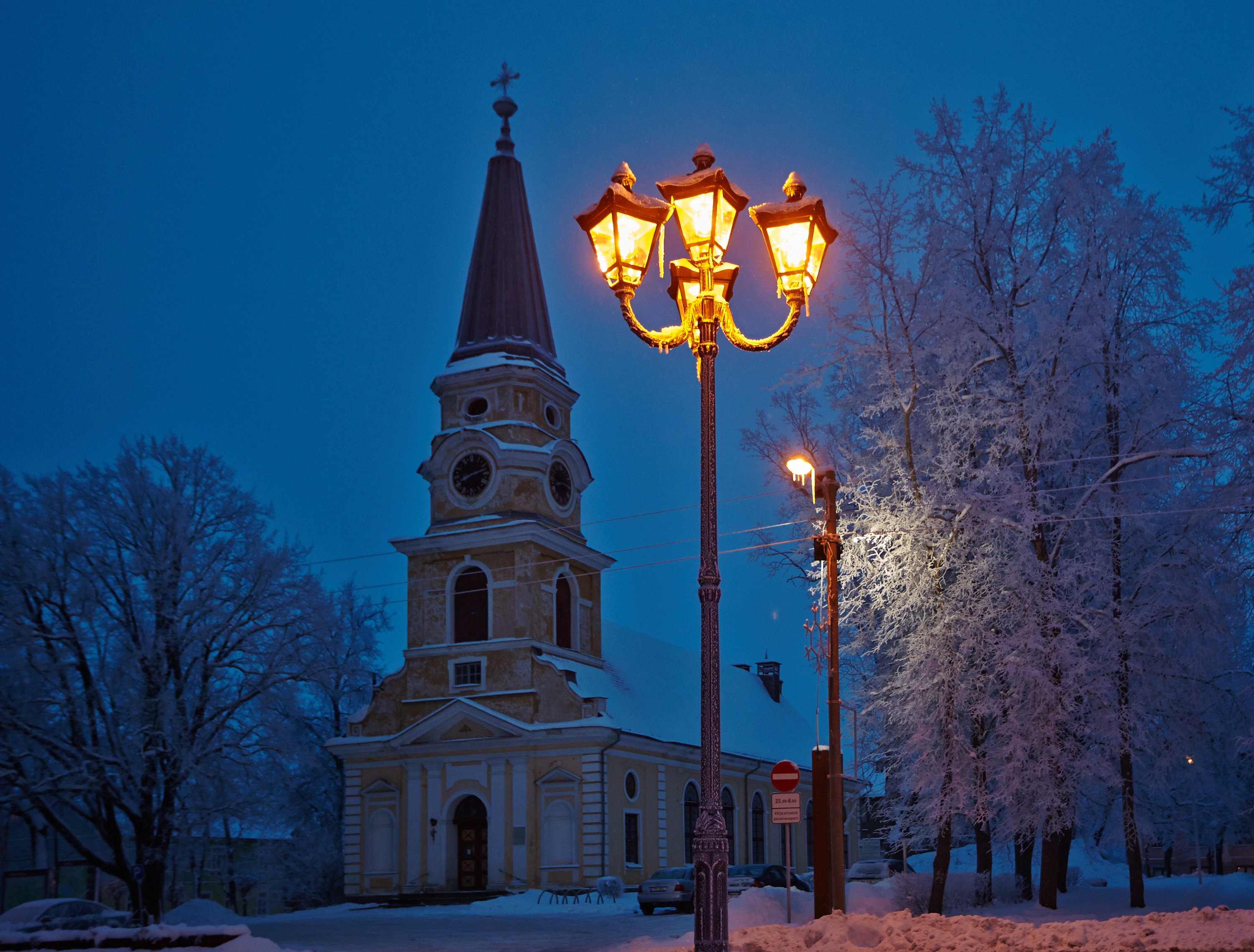
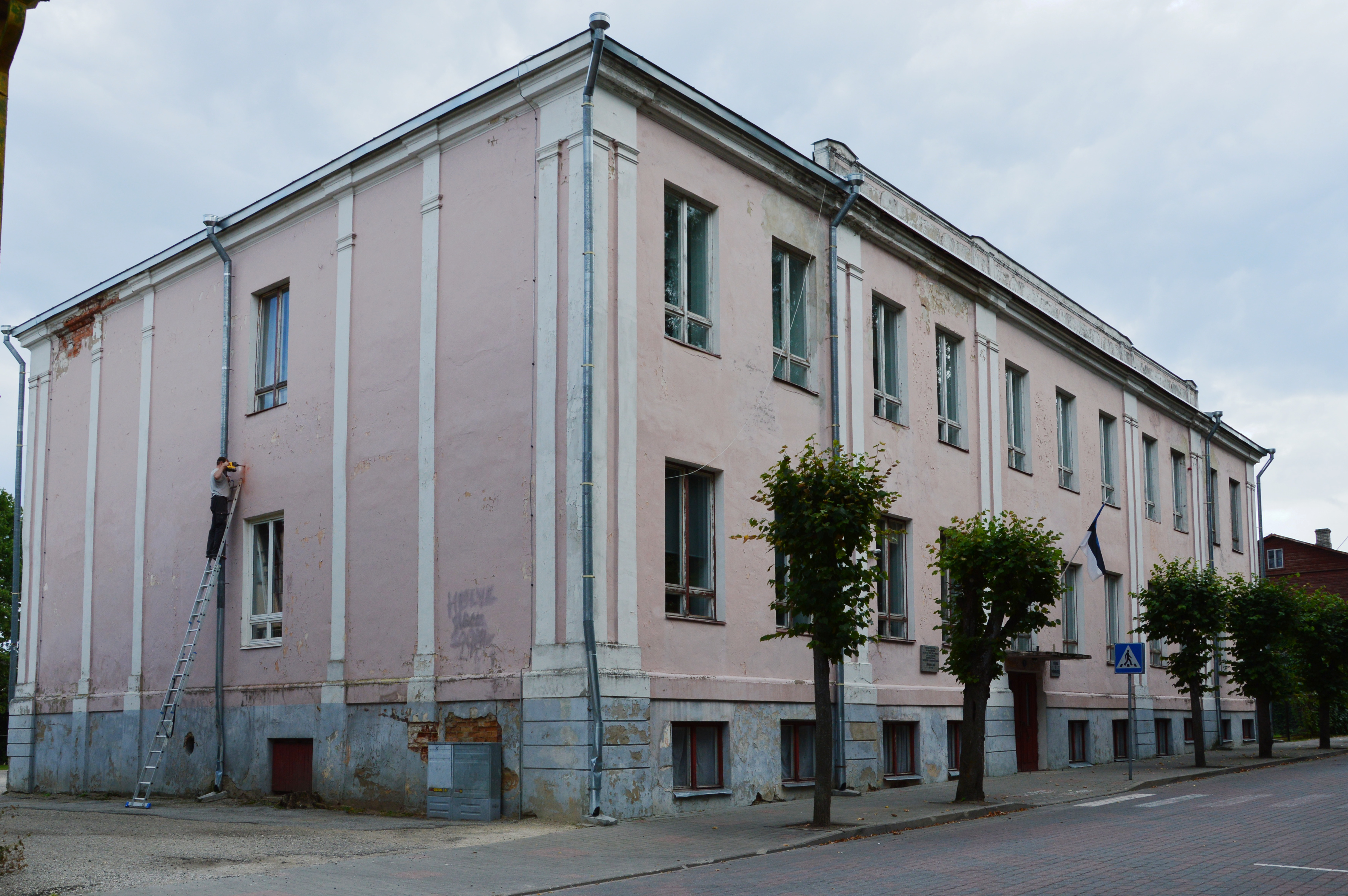

## Manifestazioni
Tutti gli anni vi si tiene un festival di musica folk.

## Amministrazione
Il comune cittadino, in estone linn, amministra il centro urbano di Võru. La gestione dei contadini dipende dal rispettivo comune rurale, in estone vald.

### Gemellaggi
- Laitila
- Iisalmi
- Szigetszentmiklós
- Bad Segeberg
- Alūksne
- Rokiškis
- Suwałki
- Landskrona
- Härryda
- Kaniv

## Infrastrutture e trasporti
È possibile raggiungere Võru attraverso diversi collegamenti stradali: la distanza da Tallinn è di 256 km, circa 3 ore di macchina o 4 ore con il bus. Non esistono collegamenti ferroviari per passeggeri per la città di Võru.